# Ummidia timcotai
Espèce
Ummidia timcotai est une espèce d'araignées mygalomorphes de la famille des Halonoproctidae.

## Distribution
Cette espèce est endémique d'Arizona aux États-Unis,.

## Description
La carapace du mâle holotype mesure 6,1 mm de long sur 5,72 mm et la carapace de la femelle paratype mesure 10,08 mm de long sur 9,04 mm.

## Étymologie
Cette espèce est nommée en l'honneur de Timothy Cota.

## Publication originale
- Godwin & Bond, 2021 : « Taxonomic revision of the New World members of the trapdoor spider genus Ummidia Thorell (Araneae, Mygalomorphae, Halonoproctidae). » ZooKeys, no 1027, p. 1-65 (texte intégral).